# Les Demoiselles de Langon

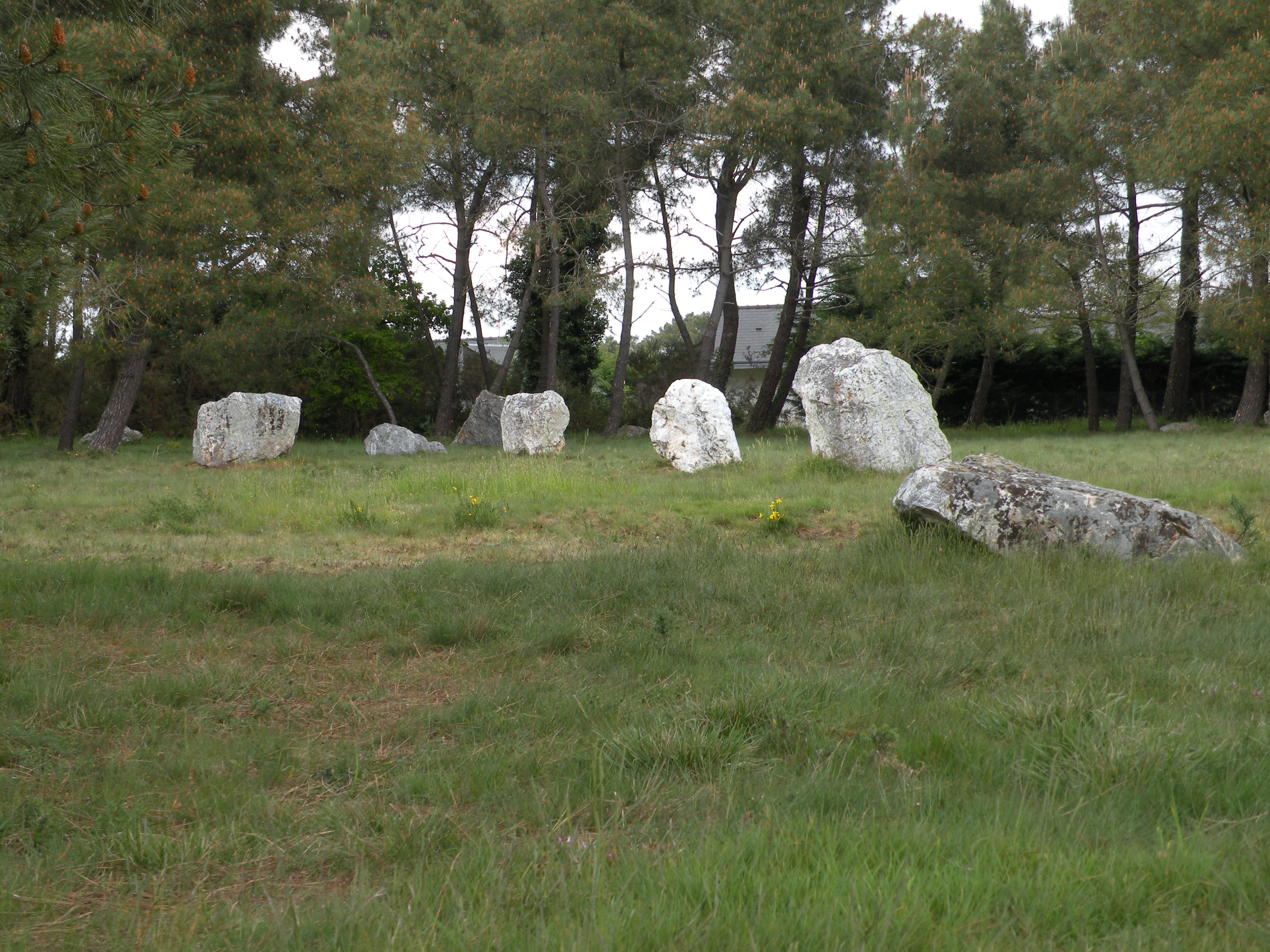
Widok menhirów

Les Demoiselles de Langon – grupa neolitycznych menhirów położona na wrzosowisku na północny zachód od miasta Langon w departamencie Ille-et-Vilaine we francuskiej Bretanii.
Na stanowisku znajduje się obecnie 29 kamieni: 23 kwarcowe, 5 łupków i 1 piaskowiec. Większość ma wysokości od 20 cm do 1 m, sześć największych od 1 do 1,63 m. Pierwotnie głazów było znacznie więcej: w 1883 roku naliczono ich ponad 40, a w 1950 roku 39. W 1976 roku miejsce otrzymało status monument historique.
Według ludowej legendy głazy to dziewczęta, które w niedzielę zamiast pójść do kościoła tańczyły na łące i za karę zostały pozamieniane w kamienie. Menhiry ustawione są w kilku grupach. Większość z nich ułożona jest w formie następujących po sobie łuków, jakby na ramionach koncentrycznych kół. Poniżej znajduje się pięć menhirów ustawionych w linii wschód-zachód, siedem otacza niewielkie wzgórze położone od strony północnej.